# Văn hóa rượu bia

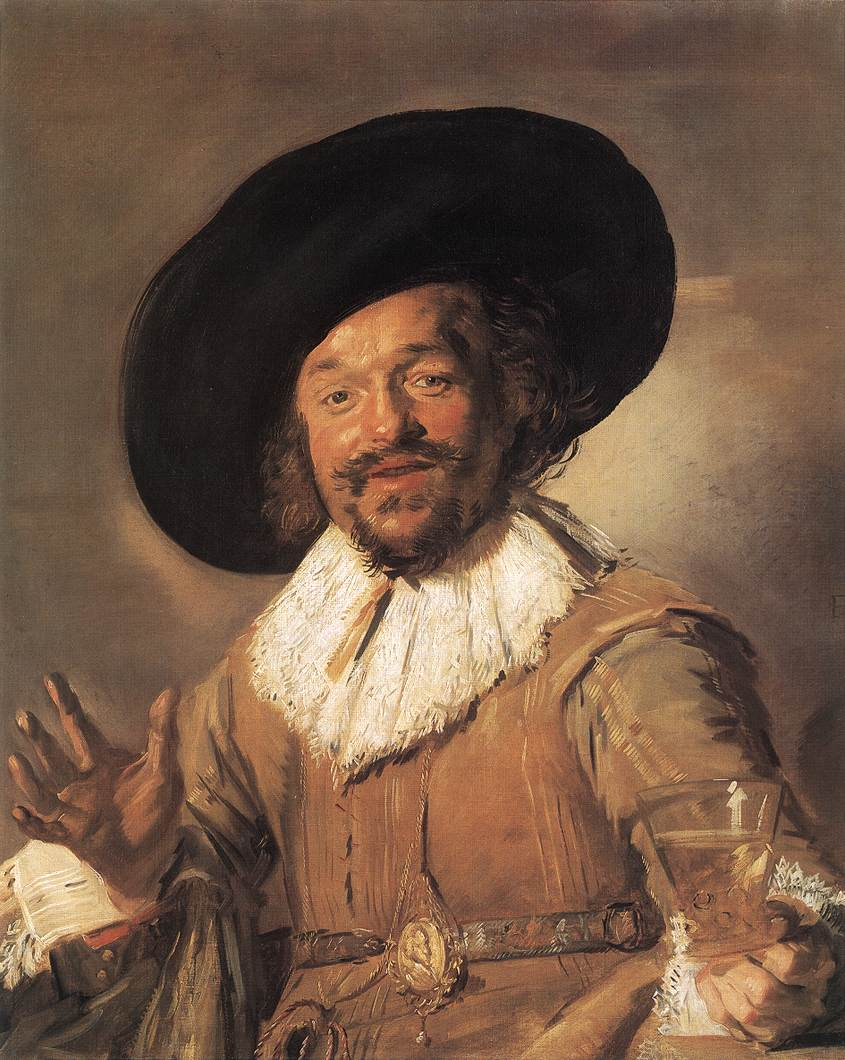
Bức họa có tên The Merry Drinker (Bợm rượu đang ngà say), có niên đại khoảng những năm 1628–1630, của họa sĩ người Hà Lan Frans Hals.

Văn hóa rượu bia (tiếng Anh: drinking culture), đôi khi còn gọi là văn hóa rượu chè, văn hóa nhậu hoặc văn hóa nhậu nhẹt, là tổng hợp những nét truyền thống và hành vi xã hội xung quanh việc tiêu thụ đồ uống có cồn nhằm mục đích giải trí và bôi trơn xã hội. Mặc dù thức uống có cồn cũng như thái độ của xã hội đối với việc rượu chè là khác nhau tùy từng nơi trên thế giới, và gần như mọi nền văn minh đều tự khám phá ra cách thức nấu bia, quy trình lên men rượu vang và chưng cất rượu.
Chất cồn và ảnh hưởng của nó hiện diện ở nhiều nền xã hội xuyên suốt lịch sử loài người. Uống rượu bia được nhắc đến trong các cuốn Kinh Thánh Do Thái giáo và Ki-tô giáo, trong Kinh Kô-ran, trong lịch sử nghệ thuật, trong văn học Hy Lạp-La Mã như nhà thơ cổ đại Homeros cũng như trong cuốn Luận ngữ của triết gia Khổng Tử.

## Uống xã giao
"Uống xã giao" hay còn gọi là "uống vì trách nhiệm" ý chỉ việc uống rượu bia thông thường trong bối cảnh xã giao, không phải để say xỉn. Trong các nền văn hóa phương Tây thì tin vui, tin tốt lành thường được một nhóm người ăn mừng bằng việc uống một ít rượu bia. Ví dụ như, đồ uống có cồn được dùng "làm ướt phần đầu của em bé" trong buổi lễ kỷ niệm bé sinh ra đời.

## Nhậu
Binge drinking trong các ngôn ngữ phương Tây có nghĩa là uống tới bến, nhậu tới bến.

## Danh mục sách tham khảo
- Hamill, Pete (1994). A Drinking Life: A Memoir. NewYork: Little, Brown and Company. ISBN 978-0-316-34102-8.
- Maloney, Ralph (2012). How to Drink Like a Mad Man. Mineola, New York: Dover Publications. ISBN 978-0-486-48352-8. A humorous account of the drinking culture of Madison Avenue advertising executives during the 1960s. Originally published in 1962 as The 24-Hour Drink Book: A Guide to Executive Survival.
- Moehringer, J.R. (2005). The Tender Bar: A Memoir. New York: Hyperion. ISBN 1-4013-0064-2.